# سالمو ساوولاینن
سالمو ساوولاینن (فنلاندی: Salomo Savolainen; ۳۰ سپتامبر ۱۸۸۳ – ۹ ژوئن ۱۹۶۴) سیاستمدار اهل فنلاند بود.